# 白曾煜
白曾煜，直隶人，是一名清朝政治人物。
白曾煜曾于光绪三十二年(1906年)接替宝康任建宁府知府一职，光绪三十三年(1907年)由蔡曾源接任。